# Marie-Gabriel-Florent-Auguste de Choiseul-Gouffier
Marie-Gabriel-Florent-Auguste de Choiseul-Gouffier (ur. 27 września 1752 w Paryżu, zm. 20 czerwca 1817 w Akwizgranie) – francuski dyplomata. 

## 1752-1776
Po studiach w Collège d'Harcourt Choiseul-Gouffiera ogarnęła pasja dotycząca starożytności. Jednym z jego znajomych był Jean-Jacques Barthélemy, autor Voyage d'Anarcharsis, którego Choiseul-Gouffier spotkał u swego kuzyna księcia Étienne-François de Choiseula.

## 1776-1784
Choiseul-Gouffier był też znajomym Talleyranda i uczestniczył w organizowanych przezeń intrygach dworskich. 
W roku 1776 wyruszył do Grecji na pokładzie fregaty Atalante, dowodzonej przez markiza Chaberta, wielbiciela astronomii. W towarzystwie malarzy i architektów, Choiseul-Gouffier odwiedził Peloponez i Cyklady oraz inne wyspy Morza Egejskiego, później też Azję Mniejszą. Po powrocie opublikował pierwszy tom: Voyage pittoresque de la Grèce, która odniosła wielki sukces wydawniczy. Zamysł dzieła był czysto polityczny - wyjaśnić spory Turcji i Rosji o Morze Egejskie, lecz jej egzotyka spowodowała szerokie zainteresowanie pozycją.
Publikacja ułatwiła jego karierę jako intelektualisty i polityka. Wpierw w roku 1782 przyjęła go do swego grona Académie des inscriptions et belles-lettres, następnie, w 1783 Akademia Francuska. 

## 1784-1791
W latach 1784–1791 pełnił funkcję ambasadora korony Francuskiej w Konstantynopolu. W 1787 roku ambasador brytyjski w Konstantynopolu Robert Sharpe Ainslie starał się ukrócić wpływy francuskie na dworze osmańskim. Brytyjczyk i poseł szwedzki w Turcji Gerhard Johan von Heidenstam, wspomagani przez posła pruskiego próbowali przekonać Turków by nie przyjmowali warunków pokojowych, które proponowała Francja, jako pośredniczka z wrogiem Turcji - Rosją. 
Jako ambasador francuski Marie-Gabriel-Florent-Auguste de Choiseul-Gouffier złożył wówczas skargę na postępowanie posła szwedzkiego, reprezentującego sojusznika Francji – Szwecję, którego Ainslie nastawiał przeciw Francji.
Rewolucja francuska przekreśliła jego karierę. Nie chciał podporządkować się zarządzeniom Konwentu Narodowego i bał wrócić do Francji by nie zostać zgilotynowanym. W końcu wysłano kolejnego ambasadora (Charles Louis Huguet) by go zastąpił. Przez rok 1791 Choiseul-Gouffier przebywał w swej ambasadzie niczym w twierdzy.

## 1792-1817
W roku 1792 wyemigrował do Rosji, gdzie mianowano go dyrektorem Akademii Sztuk i Bibliotek cesarskich. Katarzyna II bardzo go lubiła i ceniła. Otrzymał od niej majątek na Litwie. Powrócił do Francji w roku 1802, odnalazł Talleyranda, lecz nie dał się przekonać do służby dla cesarza Napoleona I, pozostając wiernym Ludwikowi XVIII. W roku 1809 opublikował drugi tom: Voyage pittoresque de la Grèce, i budował dom wzorowany na greckim erechtejonie. 
W 1816, gdy nastała Restauracja Burbonów, odzyskał swe miejsce w Akademii Francuskiej i został parem Francji. Trzeci tom: Voyage pittoresque de la Grèce ukazał się dopiero po śmierci autora, w 1822.
Pozostawił swe "Pamiętniki", a wśród nich: Dissertation sur Homère, Mémoire sur l'hippodrome d'Olympie i Recherches sur l'origine du Bosphore de Thrace. 
Pozostawił też po sobie dużą kolekcję antyków, zakupioną następnie przez muzeum Luwru. 